# Княжинский, Борис Петрович
Бори́с Петро́вич Княжи́нский (7 марта 1892, Усмань Тамбовской губернии — 12 декабря 1975, Москва) — русский писатель, краевед и педагог, военный врач, кандидат медицинских наук (1944), заслуженный врач Узбекской ССР (1950).

## Биография
Родился 20 марта 1892 года в г. Усмани. Учился в 1-й Воронежской гимназии.
В 1905 году начал выпускать свою газету «Заря». Сам писал новости, статьи, объявления, пытался анализировать происходящее.
В 1911 году поступил на юридический факультет Московского университета, но после первого курса перевёлся на медицинский.
По окончания в 1917 году университета вернулся в Усмань. Сразу же стал первым редактором «Усманской газеты».
Работал врачом Усманской уездной больницы, в 1919—1927 годах — уездным санитарным врачом.
В 1927—1966 годах его жизнь была связана с Узбекистаном. Сначала Княжинские жили в Самарканде, где он был заведующим отделом санитарного просвещения Наркомздрава Узбекской ССР (1927—1930), заведующим Домом санитарного просвещения Самаркандской области (1930—1942). Преподавал историю медицины и гигиены в Узбекском медицинском институте (Ташкент, с 1931 года), и в Самаркандском медицинском институте (1939—1942).
В 1942 году мобилизован на воинскую службу, работал военным врачом в различных лечебных учреждениях Ташкентского военного округа. В 1944 году защитил диссертацию, стал кандидатом медицинских наук. В 1950 году ему было присвоено почетное звание «Заслуженный врач Узбекской ССР».
Уволился в звании подполковника в 1955 году. До 1965 года работал научным сотрудником Узбекского научно-исследовательского института санитарии, гигиены и профессиональных заболеваний.
В 1966 году, после землетрясения в Ташкенте, переехал в Москву, к сыну Всеволоду.
Умер 12 декабря 1975 года в Москве.

## Краеведческая деятельность
В своей автобиографии он вспоминал:
«Уже в первом классе я приобрёл путеводитель по Воронежу с планом города и по образцу этой книги стал составлять свои „путеводители“ по Усмани, ежегодно пополняя их вновь добываемыми сведениями о родном городе». 
Сведения эти добывал не только из книг, но и из частых бесед со старожилами, в том числе с теми из них, кто жил по соседству с Княжинскими, в местной богадельне.
С 1908 года изучал материалы о прошлом Усманского края в Воронежском краеведческом музее. С 1910 года выпускал «Журнал учащихся», где разместил свой первый краеведческий очерк.
В годы учебы много работал в Московском архиве Министерства юстиции, библиотеках Исторического и Румянцевского музеев, разыскивал материалы по истории родных мест.
С 1912 года стал публиковаться краеведческие статьи в Тамбовских епархиальных ведомостях, в «Вестнике Усманского земства» и других изданиях.
В 1916 году в Тамбове издал книгу «Воеводы города Усмани XVII столетия Архивная копия от 21 июня 2018 на Wayback Machine».
В 1917 г. — военный врач на Кавказском фронте.
Активно занимался общественной работой, с особым увлечением — краеведческой. По долгу службы он много ездил по окрестным селам. И везде, кроме основной работы, вел поиск новых материалов по истории края, часто выступал с просветительскими лекциями.
В 1920 году создал в Усмани краеведческий музей. В 1921—1927 годах возглавлял уездное Общество изучения родного края, был редактором его бюллетеня, принимал участие во всероссийских краеведческих съездах, губернских краеведческих конференциях.
В Узбекистане продолжал работать над трехсотлетней историей своей малой родины, составил «Летопись города Усмани с 1645 по 1917 год». С 1957 года публиковал в усманской районной газете «Путь Ленина» статьи по истории Усманского края.
Но сотрудничество с газетой продолжал и после переезда. Всего в 1957—1968 годах было напечатано более 160 его очерков по истории Усманского края. Свой архив Борис Петрович передал в Усманский краеведческий музей.
В 1995 году его статьи были изданы отдельной книгой «Очерки по истории Усманского края».

## Семья
Отец Петр Григорьевич Княжинский — священник, уездный наблюдатель церковно-приходских школ, законоучитель женской гимназии, гласный уездного Земства и Городской Думы.
Сын — Всеволод Борисович Княжинский (1928—2000) — профессор, доктор исторических наук

## Память
Его имя присвоено Усманскому краеведческому музею. На здании редакции газеты «Новая жизнь» в г. Усмани установлена мемориальная доска.

## Основные произведения
1. Церковно-исторический обзор Усманскаго края : материалы по истории Тамбовской епархии / Б. П. Княжинский. — Тамбов : Электротипография губернского правления, 1913.
2. Усманское городское кладбище : ист. очерк / Б. П. Княжинский. — Тамбов, 1913. — 8 с. ;
3. Усманский Городской Богоявленский Собор : (храм, приход, духовенство в XVII и частью в XVIII веке) / Б. Княжинский. - [Тамбов] : [Электротипография губернского правления], [1915]. - 2, 13, [1], 3-29, [1] с.
4. Церкви и духовенство Усманские : (материалы для истории Тамбовской епархии) / Б. Княжинский. - [Тамбов] : [Электротипография губернского правления], [1915]. - 13, [1], с.
5. Воеводы города Усмани XVII столетия : составлено по актам Московского Архива Министерства юстиции и др. источникам / Б. П. Княжинский. — Тамбов : Электротиполитография губернского правления, 1916. — 33 с ; То же: Известия Тамбовской Ученой Архивной Комиссии. — Тамбов, 1917. — Вып. 57. — С. 247—277.
6. Усманский уезд : краткие очерки родного края / Б. П. Княжинский. — Усмань : Издание Общего Отдела Усманского Уисполкома : Типография Государственной Табачно-Махорочной Фабрики, 1924. — 16 с.
7. Знаешь ли ты свое село? / Б. П. Княжинский // Новая жизнь [Усманский район]. — 1965. — 26 февр.
8. Очерки по истории Усманского края (XVII—XIX столетия) / Б. П. Княжинский. — Липецк, 1995. —   272 с.
9. Основатель Усмани : [о первом воеводе Усмани С.М. Вельяминове] / Б. П. Княжинский ; подгот. Б. И. Борзунов // Новая жизнь [Усманский район]. - 1999. - 5 июня.
10. Успенский девичий монастырь г. Усмани, упраздненный в XVIII столетии / Б. П. Княжинский // Воронежская старина. — 1915—1916. — Вып. 14. — С. 169—185; То же: Усмань православная. — 2000. — № 14-18.
11. Вся власть Советам! : Усмань революционная : сб. ст. / Усман. межпоселен. б-ка; подгот. текстов Б. П. Княжинский; отв. за вып. Г. Б. Татьянкина. — Усмань, 2007. — 50 с. — (Серия «Дым Отечества»).
12. Очерки по истории Усманского края / Б. П. Княжинский // Имя твоё — Усмань! : краевед.-публицист. сб. — Усмань, 2007. — С. 316—631.